# Vernazza
Vernazza là một thị trấn và comune ở tỉnh La Spezia, vùng Liguria, phía tây bắc Italia. Nó là một trong năm thành phố trong khu vực di sản thế giới Cinque Terre.
Vernazza là thành phố thứ tư thuộc nhóm phía bắc vào Cinque Terre. Nó không có xe cộ lưu thông (đường dẫn vào một bãi đậu xe trên các cạnh của thị xã) và vẫn là một trong những một "làng cá" ở Riviera Ý.

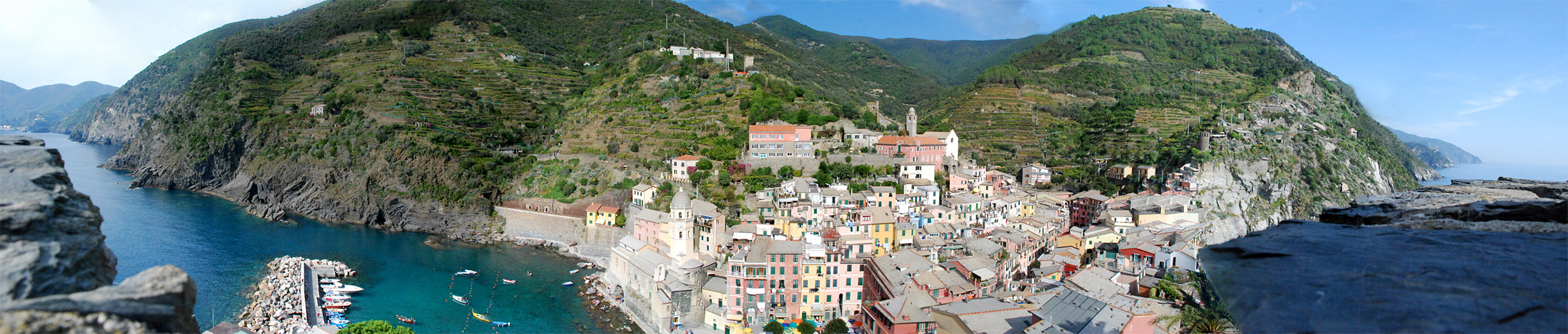
Toàn cảnh
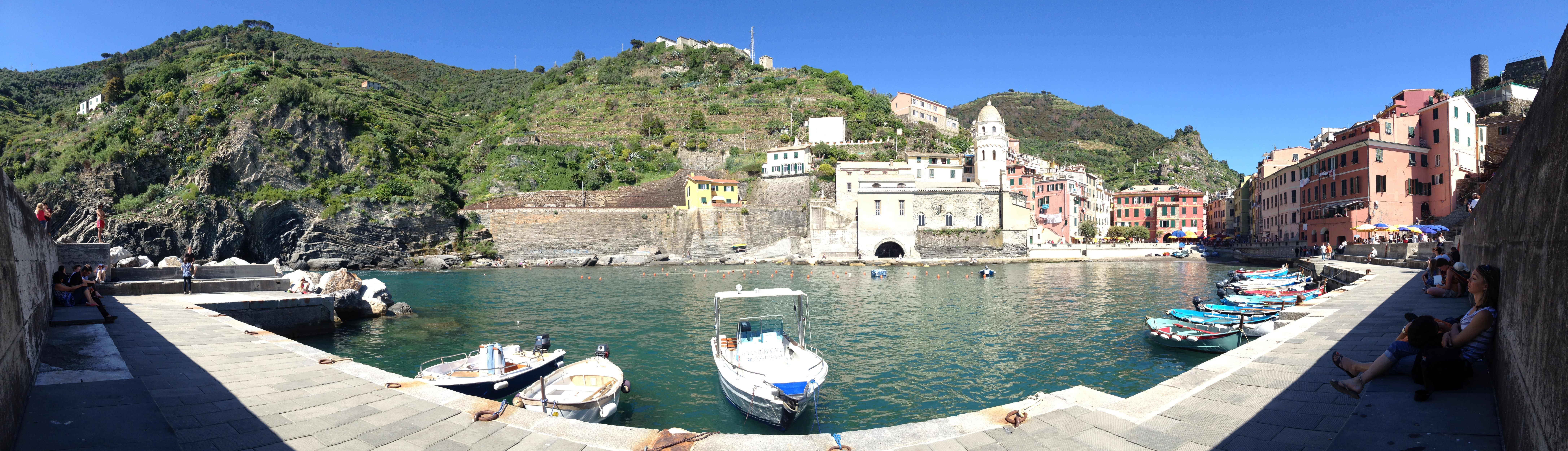
Nhìn từ bức tường bến cảng
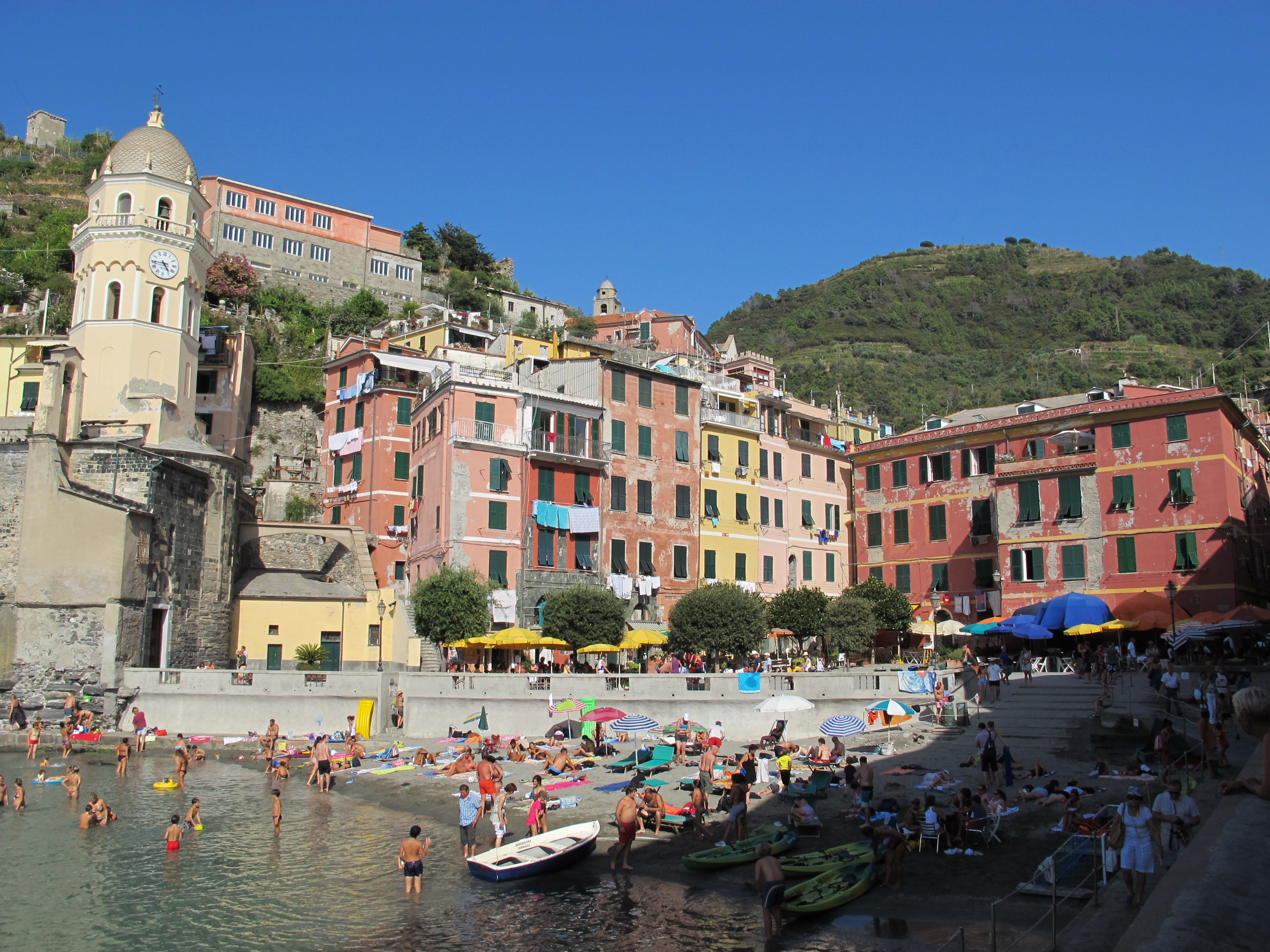
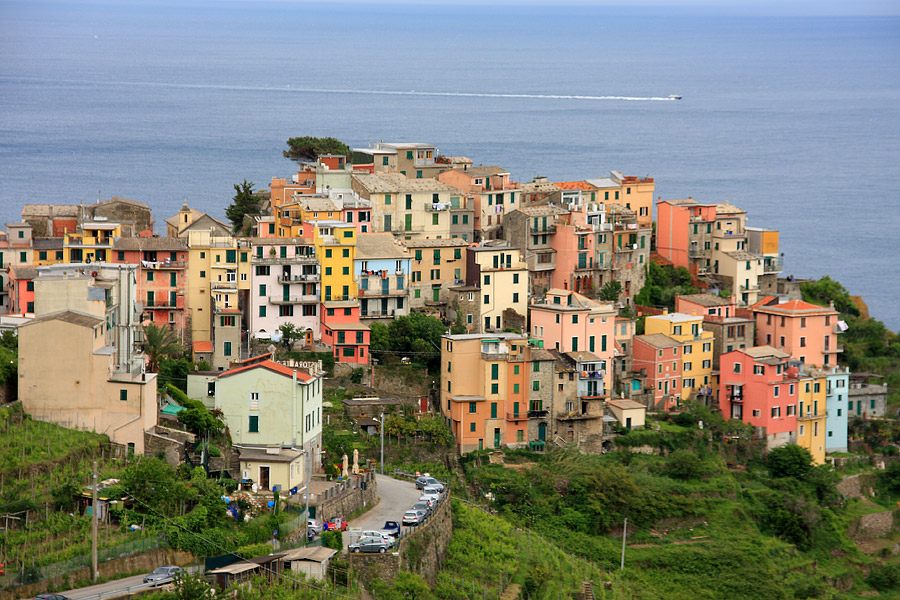
Corniglia thuộc Vernazza
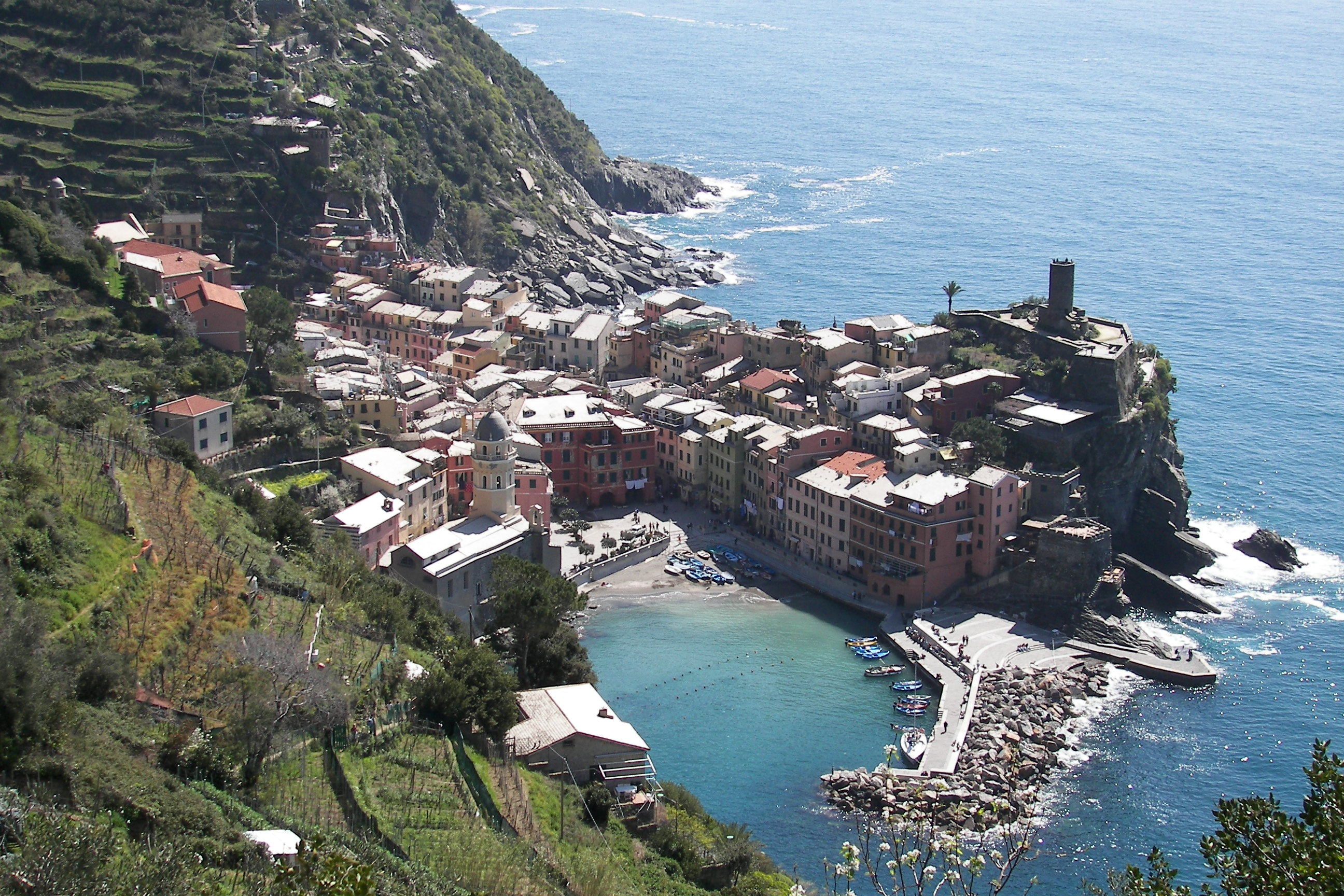
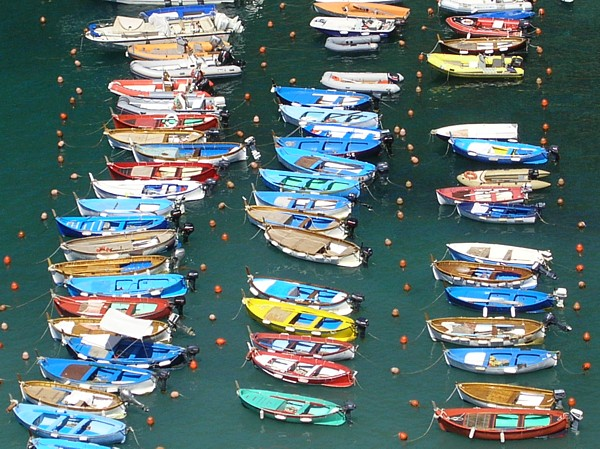
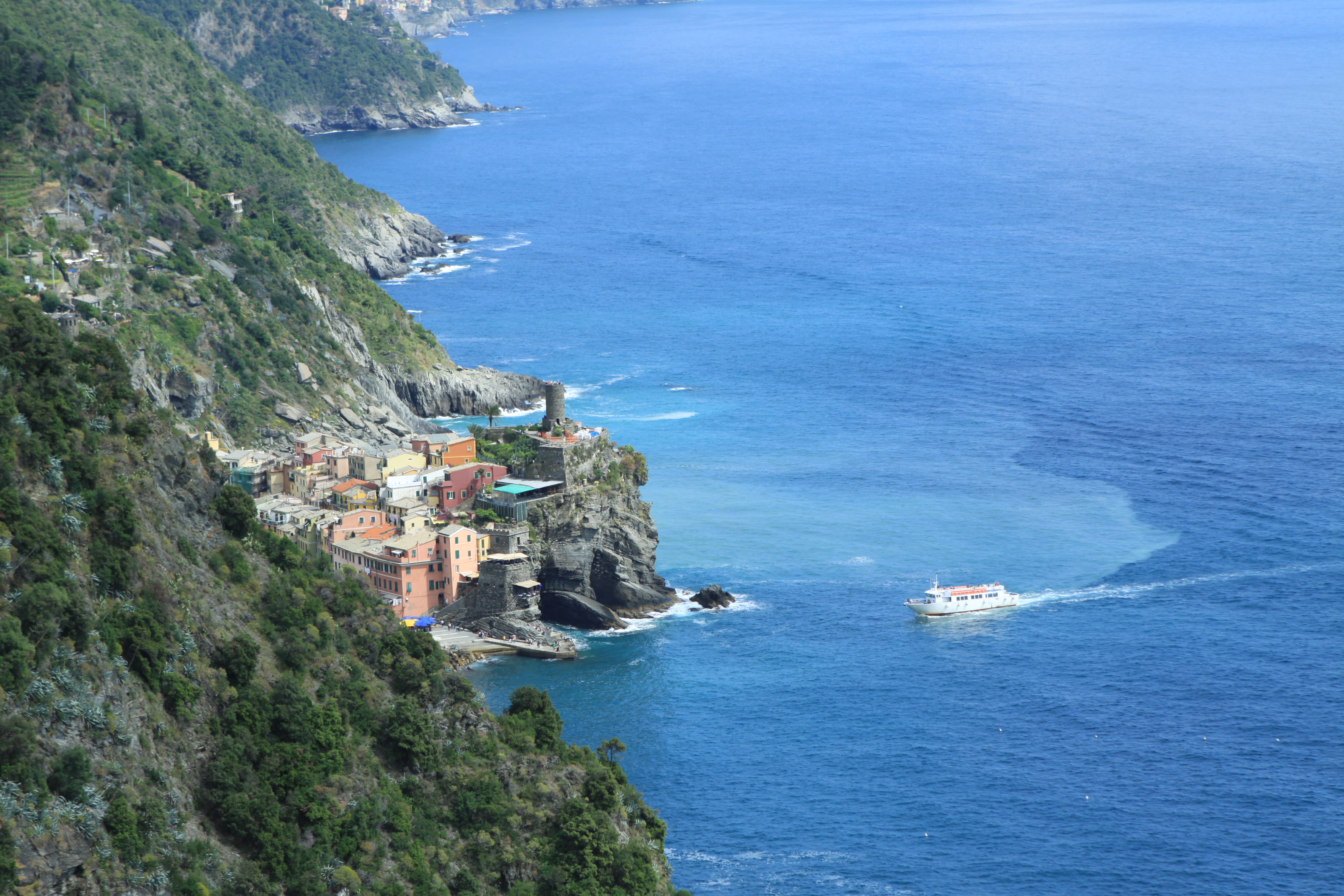
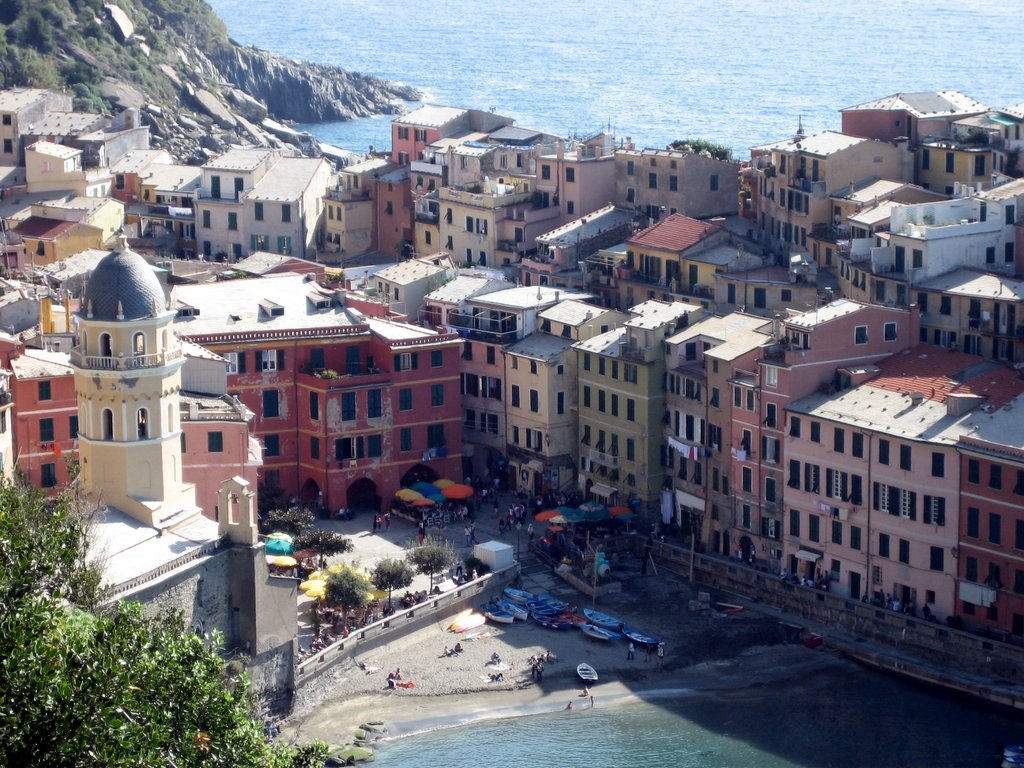
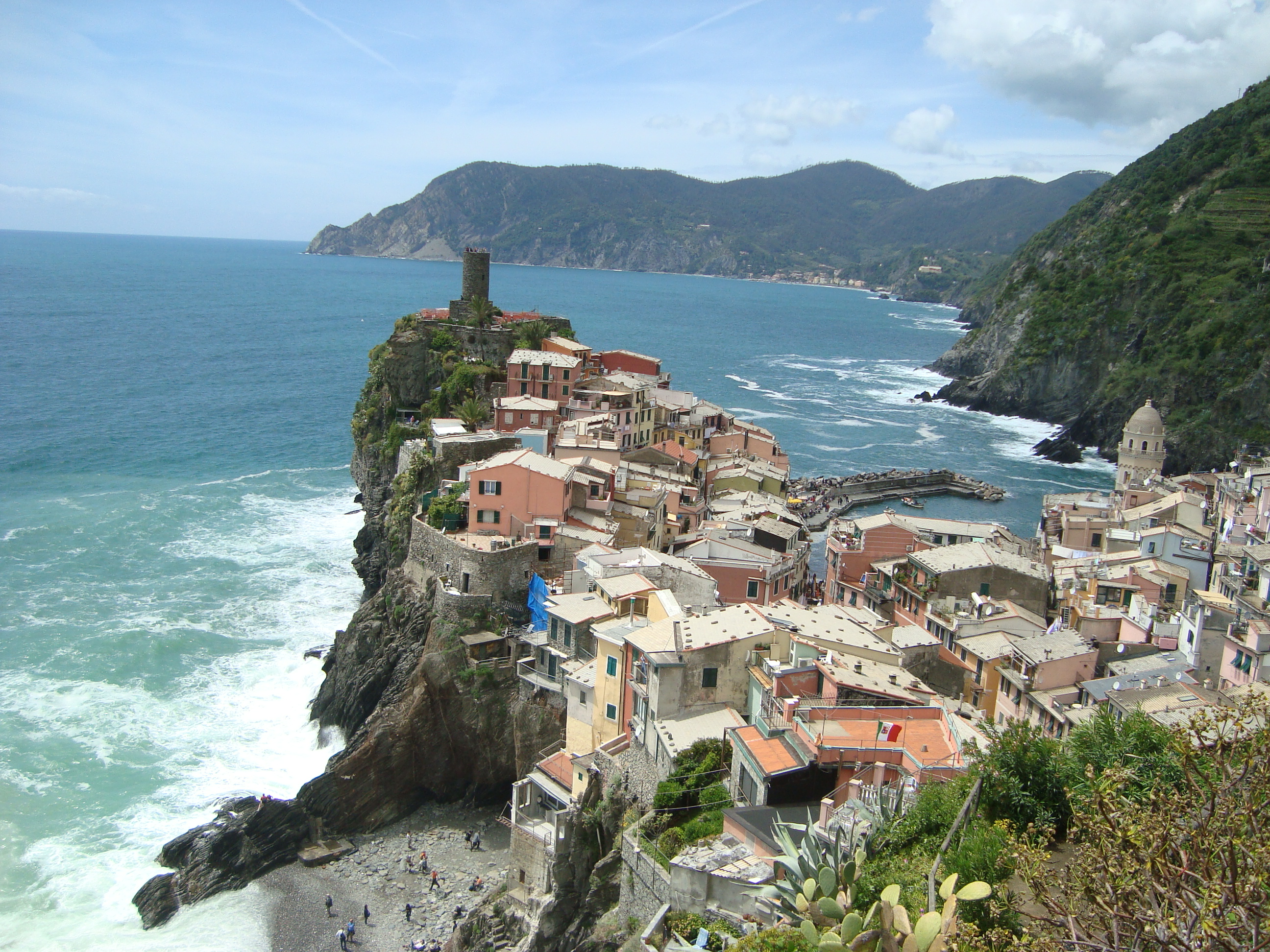
Quang cảnh Vernazza
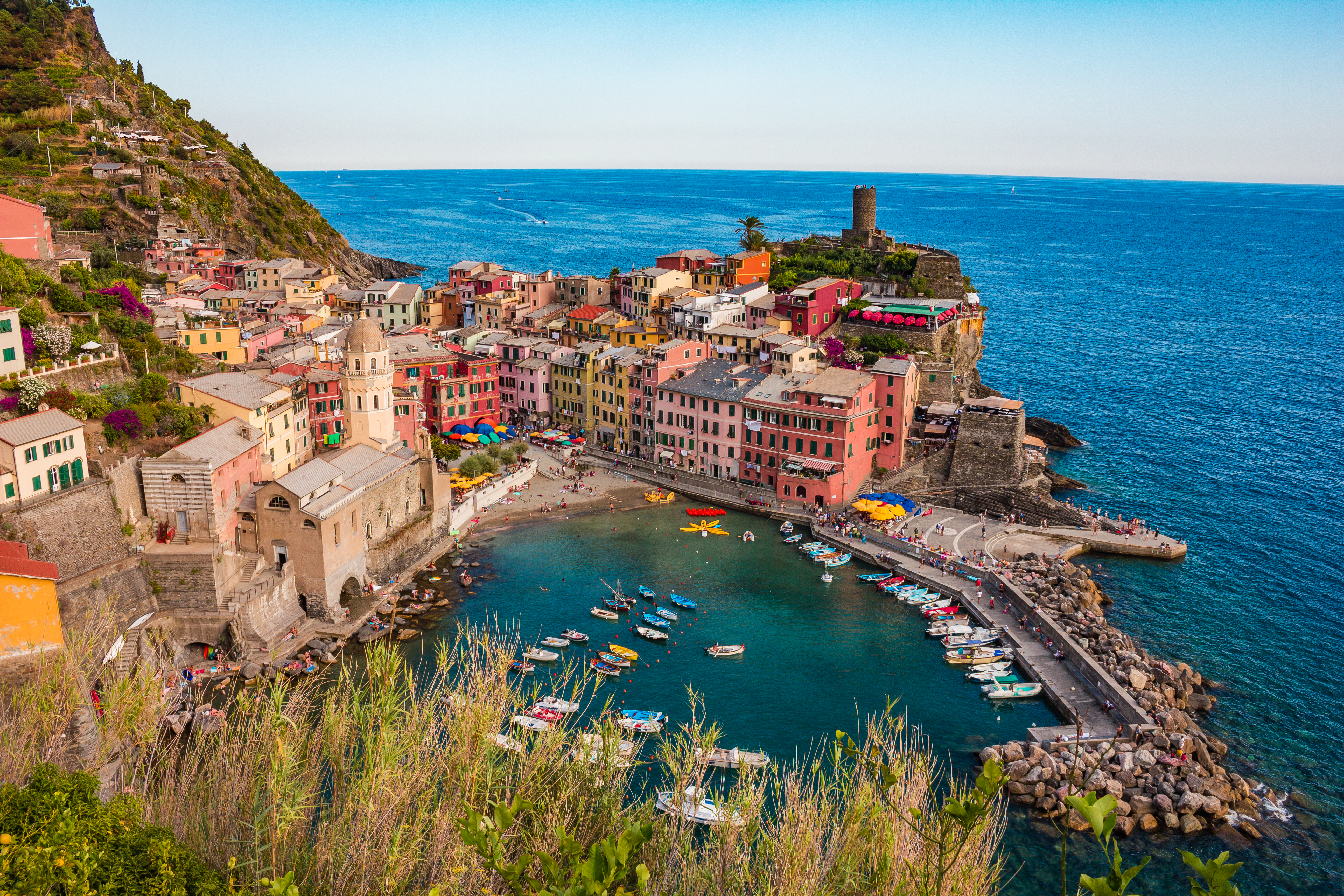
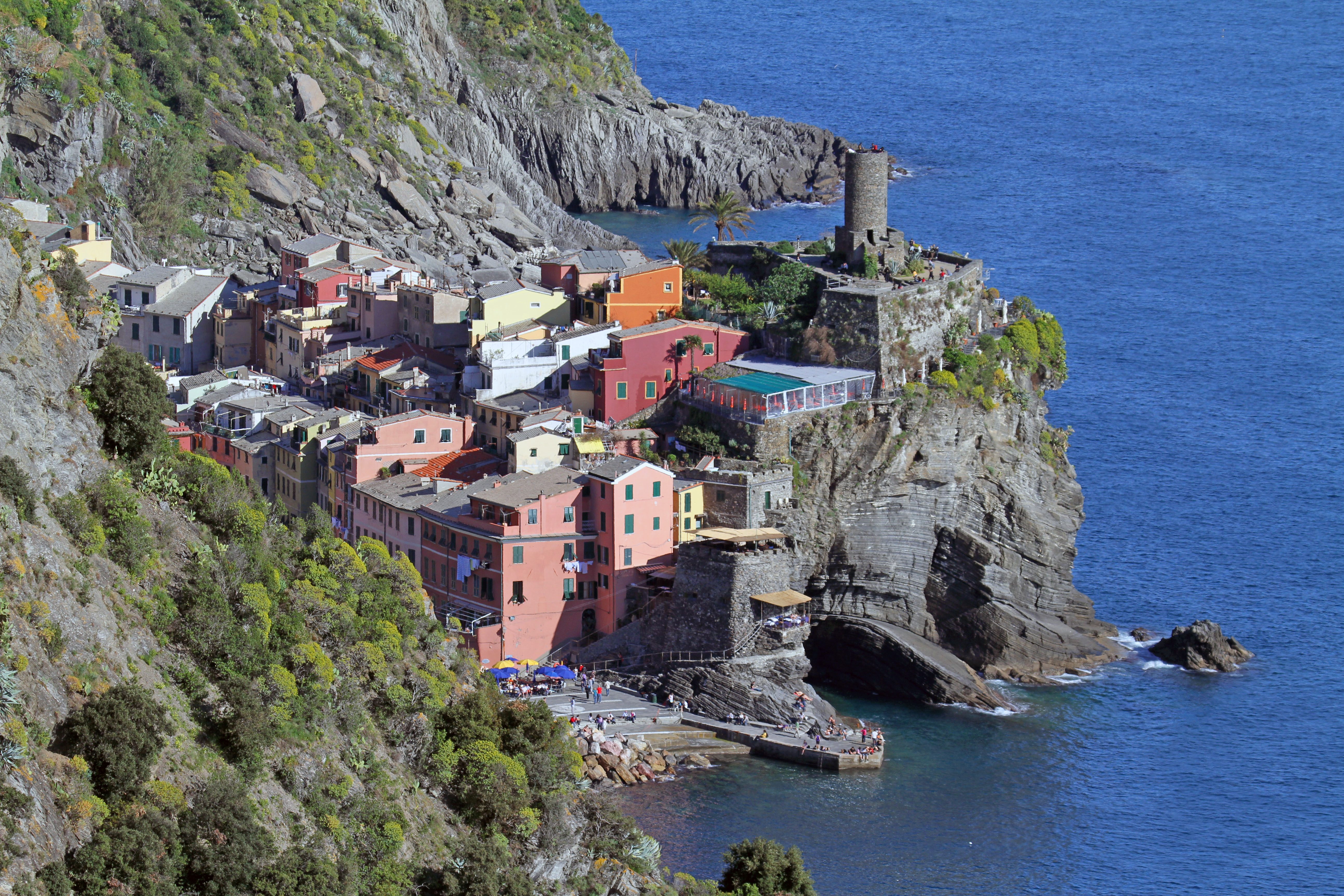

| Ameglia · Arcola · Beverino · Bolano · Bonassola · Borghetto di Vara · Brugnato · Calice al Cornoviglio · Carro · Carrodano · Castelnuovo Magra · Deiva Marina · Follo · Framura · La Spezia · Lerici · Levanto · Maissana · Monterosso al Mare · Ortonovo · Pignone · Portovenere · Riccò del Golfo di Spezia · Riomaggiore · Rocchetta di Vara · Santo Stefano di Magra · Sarzana · Sesta Godano · Varese Ligure · Vernazza · Vezzano Ligure · Zignago |